# Callirhipis constricticollis
Callirhipis constricticollis is een keversoort uit de familie Callirhipidae. De wetenschappelijke naam van de soort is voor het eerst geldig gepubliceerd in 1926 door van Emden.